# アキュラ・RDX
RDX（アールディーエックス）は、本田技研工業が生産し、アキュラブランドで販売するSUVである。

## 初代 TB1型（2006年 - 2012年）
2005年1月の北米国際自動車ショーでコンセプトカー「RD-X」として世界初公開され、2006年1月の同ショーでプロトタイプが、同年4月のニューヨーク国際オートショーで市販モデルが発表。同年の10月8日に販売が始まった。
都会に住む将来性豊かな「ヤングプロフェッショナル」を主なターゲットとした、エントリープレミアムクロスオーバーSUVとしている。主なライバルはBMW・X3。コンセプトデザインはHonda R&D Americasが行ったが、その後の開発はアメリカ人エンジニア主導により日本で行われた。
プラットフォームは新開発の「グローバル・ライトトラックプラットフォーム」で、3代目CR-V（2006年 - 2011年）も使用する。デザインテーマは「アスレチックアーマー」で、アメリカンフットボールのランニングバックの力強さをイメージし、都会にマッチするデザインとサイズに仕上げた。アイポイントを高く、ボンネットを低くし視認性も高いものとなっている。大きなホイールアーチや短いリアオーバーハング、テールゲートとバンパーがフラットなリアエンドも特徴の一つである。タイヤはアキュラ初の18インチサイズを標準装備し、ミシュランのオールシーズンタイヤを使用する。
インテリアのテーマは「ダウンタウンロフト」。前席優先のデザインで計器類やスイッチ類はドライバー志向の設計になっている。10WAYレザートリムパワーシートや、多機能革巻きステアリング、ブーストメーター付きのLEDバックライト計器盤、6.5インチのセンターインストルメントパネル、7スピーカー360Wオーディオなどが標準装備。リアシートは60対40の分割折りたたみ式、カーゴスペースにはプライバシーカバーを装備する。
ボディには、高張力鋼が重量比で全体の39%に使用されており、フロアのボックスセクションなどには780 MPa鋼が使用されている。ステアリングフィールやスタビリティ、ロードノイズ低減のためサスペンション周りの剛性に特に注意が払われた。コンパティビリティ （ACE）対応ボディとしては、多角形断面のフロントフレームメンバーに高張力鋼を使用し、上方と後方に衝撃を分散させる構造になっている。リアフレームも多角形断面で、波形のデザインにより強度を高め、衝突時の変形を制御する。
エンジンはK23A型にバリアブルフロー・ターボを組み合わせたものが設定され、240 hpを発生。ターボチャージャーへの最適化も含め、ボアサイズ、ピストン、コンロッドなど大きな変更がされたほか、ベッドプレート型のベアリングキャップやバランサーシャフトなどを始め、NVH対策も念入りに行っている。最大トルクは260 lbs·ft（約35.9 kgf·m）と、発売当初はアキュラ車最大のトルクを誇った。
バリアブルフロー・ターボは三菱重工業とアイシンとの共同開発で、エンジン後方の排気直後に設置される。ホンダ・レジェンドに搭載されていたウィングターボのような可動ベーンは用いず、マツダ・RX-7（FC3S前期型）などに採用されたツインスクロールターボと似たシンプルな構造になっている。ソレノイドで駆動するダイヤフラムアクチュエーターによりフラップのようなフローコントロールバルブを制御し、低速時にはタービンインレットを狭め内側のスクロールへのみ排ガスを流入させることで、タービンを高回転に保つ。コントロールバルブのポジションは直接排気ガスの流速から計算され、全開加速時では約2,000 rpmからバルブが開きだし、約2,500 rpmで全開となり外側のスクロールへも排ガスが供給される。この方式にはバルブのピボットを高温の排ガスから遠ざけることができるというメリットがあり、耐久性や信頼性の向上に繋がっている。
エンジン上部に設置されたインタークーラーには、フロントからダクトを通って空気が直接導かれており、ラム効果により流速を高めている。ブースト圧は最大13.5 psi（約0.95 kg/cm2）である。エンジンオイルは国内メーカーとしては珍しくメーカーにより規格化されたものが指定されている（HTO-06規格）。これはホンダ独自の清浄性試験を追加して規格化されたもので、タービン軸で生じるデポジットの抑制を重視したものとなっている（実質的にRDX専用規格）。
トランスミッションは5速ATで、パドルシフトが付く。Dレンジでのパドル操作ではATモードへの自動復帰機能が付き、Sレンジでは常時マニュアルとなるが、シフトダウン時のオーバーレブ回避機能は働く。
駆動方式はアキュラ・RLなどに採用されているSH-AWDであるが、2代目アキュラ・MDX同様、後輪の2段増速機構が廃止された軽量仕様で、常時1.7%増速され、直進状態での前後輪の回転差は多板クラッチが吸収している。高速走行時には前後駆動力分配は最大90対10となる。
グレードは1つのみで、オプションの「テクノロジーパッケージ」にはリアビューカメラ付きナビゲーション、リアルタイム交通情報付きアキュラリンク、カスタムマルチインフォメーションディスプレイ、XMラジオ付き10スピーカーアキュラ/ELSサラウンド、GPSリンク照度センサーエアコンなどが揃う。
2008年モデルではBluetoothハンズフリーリンク、2メモリーパワーシート、自動調光バックミラーが標準装備となり、「ポリッシュメタルメタリック」ボディカラーが追加された。ナビゲーションがハワイ州に対応し、アキュラリンクの交通情報もアップグレードされた。
2009年モデルでは助手席が4WAYパワーシートが標準となり、「バスクレッドパール」、「クリスタルブラックパール」、「グリージョメタリック」、「パラジウムメタリック」の4色のボディーカラーが追加。

### マイナーチェンジ
2010年モデルではマイナーチェンジが行われ、新たにFWDモデルが追加された。標準仕様ではSH-AWDモデルから約85 kgの軽量化を果たし、燃費が17/22 mpgから19/23 mpg（EPA 市街地/高速）に向上している。
エクステリアデザインはアキュラの共通コンセプトに沿ってフロントグリルを一新。ヘッドライト、テールライト、前後バンパー、テールパイプ、標準ホイールなども変更された。
インテリアではフットライト、電子コンパス、リアビューカメラ、USBポートなどが標準装備となり、センターコンソールの収納が強化された。オートヘッドライトも標準となる。「テクノロジーパッケージ」ではナビゲーションシステムなどがアップグレードされた。レザーシートの品質向上や、インテリアカラーが2色追加された。
エンジンはターボチャージャーのインレットパイプを厚くし、高圧ブースト時のノイズを低減させた。ラジエターファンノイズも低減されている。ブレーキブースターを変更し、ブレーキフィールの改善とブレーキパッドの寿命を向上させている。
製造は、オハイオ州・メアリーズヴィル工場（en:Marysville Auto Plant）で行われた。

## 2代目 TB3/4型（2012年 - 2018年）
2012年1月9日、北米国際自動車ショーにプロトタイプを出展し、同年4月より販売を開始した。
先代では20代だったターゲット層を、2代目では30代前半とより大人向けにシフトさせており、プレミアムなインテリア、快適性や実用性をより重要視している。
エクステリアはより滑らかでフラットなデザインとなり、空力性能も向上。アンダーボディパネルは空力だけでなくキャビン内のノイズ低減にも役立っている。ホイールベース、トレッド幅が拡大、より低重心となりハンドリング性能も向上した。
エンジンは3.5L V型6気筒のJ35Y型に大型化され、6速ATが組み合わせられる。駆動方式は従来通りFWDとAWDが設定されているが、AWDは先代のSH-AWDではなく、より軽量・シンプルな電動油圧ポンプを電子制御する「REAL TIME AWD（インテリジェント・コントロール・システム）」となった。サスペンションには新たに振幅リアクティブダンパーを採用し、メインピストンバルブ上部にスプリングフローティングバルブを追加した電子制御を用いないシステムで、サスペンションストロークが1-5 mmのライドゾーン、10 mm以上のドライビングゾーンと2つのゾーンで減衰力設定が切り替わる。パワーステアリングはモーションアダプティブEPSをアキュラで初採用した。

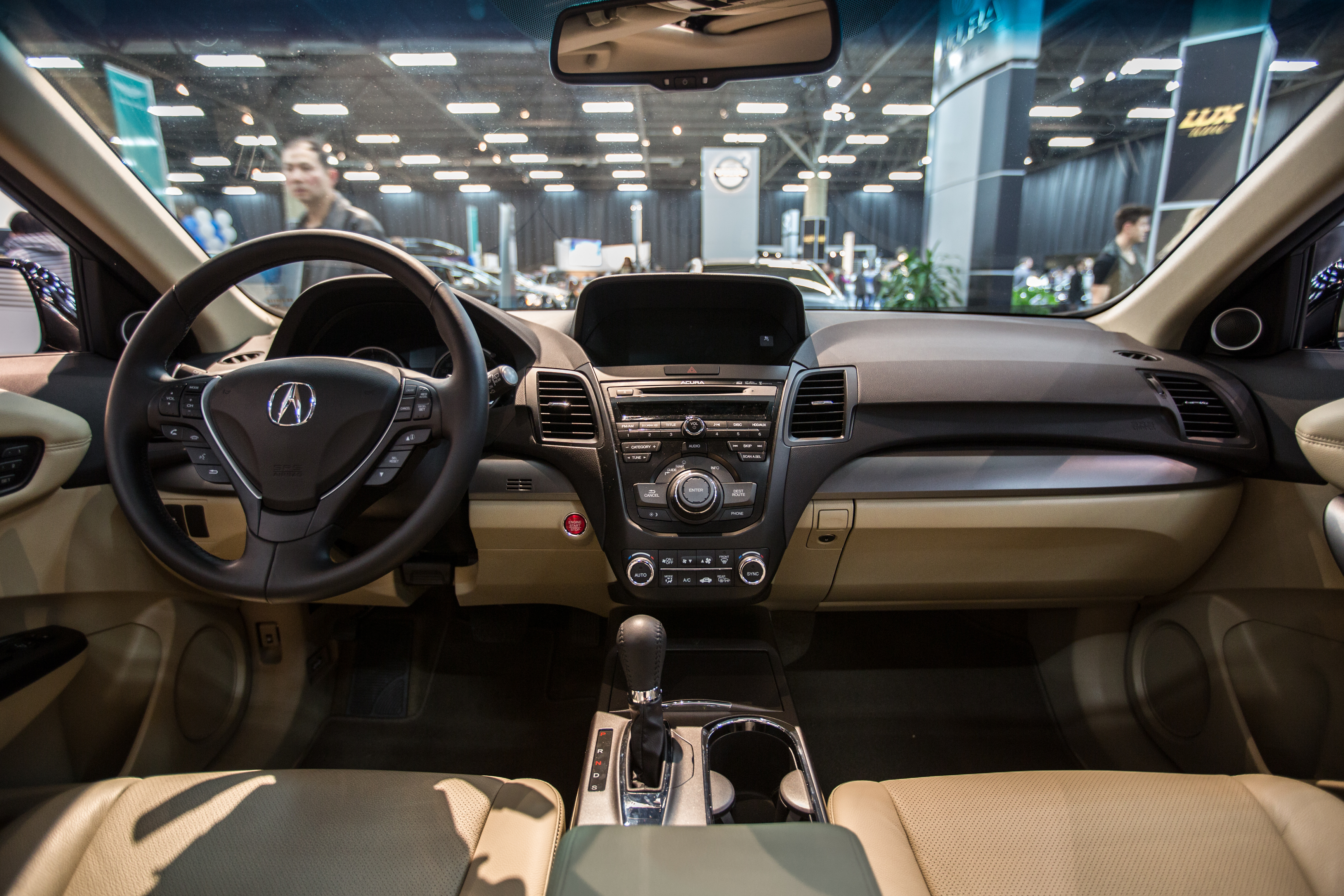
インテリア（2013年モデル）

室内は先代と同様に前席を優先した設計をしており、顧客からの要望が高かった前後席のレッグルームとショルダールーム拡大を実現した。インパネはメータークラスターが3ポッドタイプからシンプルなオープンタイプになるなど、より落ち着いた雰囲気となった。ワンタッチウィンカーを新たに採用、100ミリ秒以下のレバー操作なら3回の点滅で自動キャンセルとなる。カーゴエリアも拡大され、リアハッチ開口部は大幅に大きくなり、60/40折りたたみリアシートはワンタッチ操作で簡単に折りたためる機構付いた。
EPA燃費予想（city/highway/combined）はFWDが20/28/23 mpg、AWDが19/27/22 mpgとなっており、先代より特にハイウェイモードでの燃費が大きく改善した。ナビやプレミアムオーディオシステムなどが付くテクノロジーパッケージには、新たにパワーテールゲートが採用されている。
製造はオハイオ州・メアリーズヴィル工場から近隣のイーストリバティ工場（en:East Liberty Auto Plant）に移された。

### フェイスリフト
2016年モデルではモデル中盤でのリフレッシュが図られた。エンジンは最新の3.5 L V6 VCMとなり279 hp/6,200 rpm、252 lb.-ft./4,900 rpmにパワーアップ、中回転域のトルクがより太くなった。EPA燃費ではハイウェイが28-29 mpgと2015年モデルより1 mpg向上した。
外装ではアキュラのシグネチャーであるジュエルアイLEDヘッドライトを搭載。テールライトもLED化された。フロント周りもグリルデザインがリフレッシュされ、前後バンパーデザインもよりアグレッシブになった。全車ホイールも新デザインになった。AWDシステムではリアディファレンシャルの再設計とコントロールロジックの改良により、後輪への駆動力配分が最大25%から40%に向上した。
ボディではフロント部の剛性が向上して衝突安全性も高められ、IIHSの衝突安全試験でトップセーフティピック＋に指定された。アッパーサスペンションマウント、エンジンマウントが強化され、サスペンションチューニングも改良されている。
内装はより高級感を増すリファインが行われ、シルバーとブラックのハイコントラストの内装となった。2列目にはエアベントが新設。ヒーテッドフロントシートや、パワーテールゲートなどが標準化された。オプションのテクノロジーパッケージではタッチパネル]でオーディオ操作するOn-Demand Multi-Information Display（ODMD）が追加。安全装備ではAcuraWatchパッケージが追加されている。

## 3代目 TC1/2型（2018年 - ）
2018年1月15日に北米国際自動車ショーでプロトタイプが初公開された。同年3月28日にはニューヨーク国際オートショーで市販モデルが公開され、6月より販売が開始された。
エンジンは2.0L 直列4気筒ガソリン直噴ターボのK20C型に小型化された。同系統のエンジンを搭載するシビックタイプRとアコードの中間程度の性能とされた。先代のJ35Y型と比較すると最高出力はわずかに低下したが、最大トルクは280 ft·lbfと大幅に向上した。組み合わされるトランスミッションは10速ATとなる。駆動方式は従来通りFWDとAWDを設定。AWDシステムにはSH-AWDが再び採用され、トルクベクタリングを備えた第4世代となっている。
アキュラ担当ゼネラルマネージャーのジョン・イケダによると、プラットフォームは各世代のCR-Vに準拠していた歴代モデルと異なり、アキュラブランド専用として新規に開発されたデザイン言語「アキュラ プレシジョン コンセプト」や「アキュラ プレシジョン コックピット」を導入しており、このモデルを皮切りに今後のアキュラ各モデルにおいて順次展開される、とのことである。
製造は2代目から引き続いてオハイオ州・イーストリバティ工場で行われる。
2022年10月17日、2023年モデルを米国で発表した。アキュラリンクが3年間無料で付帯する他、Acura Maintenance Packageも2年間、無償で付帯。このパッケージには、オイルとフィルターの交換、タイヤのローテーション、各種点検が含まれている。